# Bas (voornaam)
Bas is een jongensnaam. Zie Sebastiaan voor de herkomst van deze naam.
Varianten zijn: Sebastianus, Bastiaan en Sebastiaan. In het Frans Bastien, Sebastien of Sébastien. Vrouwelijke vormen zijn Bastiana, Senne en in het Frans Sebastienne.

## Personen en personages met de voornaam Bas
Tenzij anders vermeld zijn dit Nederlanders.
- Bas Moerman, van het Nederlandse zangduo Barbra & Bas
- Bas Adriaensen, Vlaams scenarist
- Bas Bakker, voetballer (verdediger)
- Bas Banning, hoofdfiguur van de Bas Banning-serie, een reeks jeugdboeken
- Bas Belder, politicus
- Bas Bervoets, langebaanschaatser
- Bas Bosman, uitvinder en producent van stalen poldermolens
- Bas Bron, producent en uitvoerder van voornamelijk elektronische muziek
- Bas van Bithynië (378 v.Chr. - 328 v.Chr), koning van Bithynië
- Bas Collette, mede-oprichter van het Vening Meinesz Laboratorium
- Bas de Bever, voormalig mountainbiker en BMX-wielrenner en coach
- Bas van den Brink, voormalig voetballer
- Bas van Dooren, ex-mountainbiker
- Bas de Gaay Fortman, politicus en wetenschapper
- Bas Diederen, triatleet
- Bas Dost, voetballer (spits)
- Bas Dudok van Heel, historicus
- Bas Eefting, loper op de middellange afstand
- Bas Eenhoorn, politicus, bestuurder en voormalig ambtenaar
- Bas Eickhout, politicus
- Bas Ent, voetballer (spits)
- Bas van Fraassen, Nederlands- Amerikaans wetenschapsfilosoof en epistemoloog
- Bas Giling, wielrenner
- Bas van de Goor, oud-volleyballer
- Bas Gösgens, oud-voetballer en trainer
- Bas Grevelink, (musical) acteur, zanger en stand-upcomedian
- Bas Haan, journalist en verslaggever
- Bas van Halderen, journalist en nieuwslezer
- Bas Haring, filosoof en informaticus, schrijver van kinderboeken en populairwetenschappelijk werk
- Bas Heijne, schrijver, vertaler en interviewer
- Bas Heymans, striptekenaar
- Bas Hoeflaak, acteur en cabaretier
- Bas van Hout, misdaadverslaggever
- Bas Jacobs (econoom), econoom
- Bas Jacobs (voetballer), oud-voetballer
- Bas Jan Ader, conceptueel kunstenaar
- Bas Kast, een Duitse schrijver en journalist
- Bas Keijzer, acteur
- Bas Kennis, pianist, bekend van de band BLØF
- Bas Koole, kitesurfer
- Bas Kortmann, jurist en voormalig rector magnificus van de Radboud Universiteit
- Bas Kosters, modeontwerper
- Bas Kuipers, voetballer (verdediger)
- Bas Leinders, Belgisch autocoureur
- Bas Levering, pedagoog
- Bas van Loon, profvoetballer
- Bas Lubberhuizen, horeca-uitbater, oprichter van een uitgeverij en stoker van eaux de vie
- Bas Maliepaard (wielrenner), voormalig wielrenner
- Bas Maters, beeldhouwer, schilder en tekenaar.
- Bas Muijs (acteur), acteur en presentator
- Bas Nijhuis, voetbalscheidsrechter
- Bas van Noortwijk, oud-voetballer (doelman)
- Bas Oudt, grafisch ontwerper
- Bas Paauwe (senior), voetballer en voetbaltrainer
- Bas Paternotte, politiek journalist
- Bas Peters, mountainbiker
- Bas Plaisier, theoloog, predikant en zendeling
- Bas van der Plas, activist en schrijver
- Bas van de Plassche, schaker
- Bas Pollard, dirigent en hoornist
- Bas van Prooijen, acteur
- Bas van Putten, schrijver, musicoloog en autojournalist
- Bas Roorda, sportbestuurder en voormalig profvoetballer
- Bas Rutten, Mixed Martial Arts (MMA)-vechter en kickbokser
- Bas Savenije, directeur van de Koninklijke Bibliotheek in Den Haag
- Bas van der Schot, cartoonist
- Bas Sibum, voormalig voetballer (middenvelder)
- Bas Steman, schrijver, dichter, presentator, regisseur en journalist
- Bas van Stokkom, filosoof en socioloog
- Bas Ticheler, sportverslaggever
- Bas van den Tillaar, politicus en burgemeester
- Bas van Toor, artiest, bekend van The Crocksons en Bassie en Adriaan
- Bas van Veenendaal, televisiepresentator en verslaggever
- Bas van Velthoven, zwemmer
- Bas van Wageningen, basgitarist, tekstschrijver en producer
- Bas van Wegen, voetballer (doelman)
- Bas Verheijden, pianist
- Bas Verkerk, politicus
- Bas Verwijlen, schermer
- Bas Veth (kunstschilder), kunstschilder, aquarellist, tekenaar en politiek activist
- Bas van der Vlies, voormalige politicus
- Bas Westerweel, televisiepresentator
- Bas Wiegers, violist en dirigent
- Bas Wijnen, voormalig voetballer (doelman)
- Bas van 't Wout, politicus